# Яломица (жудец)
Жуде́ц Я́ломица (рум. Județul Ialomița) — румынский жудец в регионе Валахия.

## География
Жудец занимает площадь в 4453 км².
Граничит с жудецами Констанца — на востоке, Илфов — на западе, Брэила, Бузэу и Прахова — на севере и Кэлэраши — на юге.

## Население
В 2011 году население жудеца составляло 258 669 человек, плотность населения — 58,09 чел./км². Численность городского населения в 2010 году составляла 132 567 человек (46,08 %), сельского — 155 111 человек (53,92 %). Мужское население в том же году составляло 140 863 человек, женское — 146 815 человек. В 2010 году в жудеце родилось 3218, умерло 3828 человек, таким образом наблюдалась тенденция убыли населения.
| Год  | Население |
| ---- | --------- |
| 1930 | 205 844   |
| 1948 | 244 750   |
| 1956 | 274 655   |
| 1966 | 291 373   |
| 1977 | 295 965   |
| 1992 | 306 145   |
| 2002 | 296 572   |
| 2007 | 290 563   |
| 2011 | 258 669   |

## Административное деление
В жудеце находятся 3 муниципия, 4 города и 59 коммун.

### Муниципии
- Слобозия (Slobozia)
- Урзичени (Urziceni)
- Фетешти (Feteşti)

### Города
- Амара
- Кэзэнешти
- Фьербинци-Тырг
- Цэндэрей